# Байсаров Леонід Володимирович
Байсаров Леонід Володимирович (нар. 19 липня 1947, с. Микитівка) — український політик і промисловець; народний депутат України; президент ПАТ Шахтоуправління «Покровське»; президент Благодійного фонду «Надія» (з 1998 р.); колаборант з РФ (з 2014).
Колишній член Партії регіонів. Був одним з депутатів, що голосували за «Диктаторські закони» у січні 2014 року. Восени 2020 року очолив Донецький обласний осередок новоствореної партії Порядок.

## Біографія
1972 року закінчив Дніпропетровський гірничий інститут, гірничий інженер; 1999 року — Донецький державний університет, фінансист. Кандидат технічних наук, захистив дисертацію «Обґрунтування параметрів і розробка технології комбінованого способу підтримки виробок, що використовуються повторно» в 2004 році, у Національному гірничому університеті.
1972—1975 рр. — гірничий майстер, заступник начальника дільниці, начальник дільниці, шахтоуправління 39 комбінату «Шахтарськантрацит», м. Шахтарськ.
1975—1990 — гірничий майстер, заступник начальника дільниці, начальник дільниці, заступник директора з виробництва шахти ім. О. Г. Стаханова ВО «Красноармійськвугілля» (м. Димитров, нині Мирноград).
1990—1996 — директор шахти «Красноармійська-Західна № 1» (м. Красноармійськ, нині Покровськ). 
З 1996 по 2002 рр. — директор шахти, голова правління ВАТ Вугільна компанія «Шахта Красноармійська-Західна № 1». Тоді ж, у 1996 році, став п'ятим співвласником фінансово-просислової групи «Енергія» (зокрема, разом з Володимиром Логвиненком, Віктором Нусенкісом та Геннадієм Васильєвим), доєднавши вугільну компанію «Шахта Красноармійська-Західна № 1». до її складу.
Довірена особа кандидата на посаду Президента України від Януковича в ТВО № 49 (2004–05 рр.).
З квітня 2002 по березень 2005 — Нардеп 4-го скликання, обраний за виборчим округом № 49 (Донецька область)., висунений блоком «За єдину Україну!».
Член фракції «Єдина Україна» (травень — червень 2002 р.), член фракції «Регіони України» (червень 2002 р. — вересень 2005 р.), член фракції Партії регіонів «Регіони України» (з вересня 2005 р.), голова підкомітету з питань стратегії розвитку галузі, інвестицій та приватизації Комітету з питань паливно-енергетичного комплексу, ядерної політики та ядерної безпеки (з червня 2002 р.).
З 2002 р. голова наглядової ради ВАТ Вугільна компанія «Шахта Красноармійська-Західна № 1».
З 2010 р. — генеральний директор ПАТ Шахтоуправління «Покровське».

## Нагороди
Позбавлений державних нагород відповідно до УКАЗ ПРЕЗИДЕНТА УКРАЇНИ №38/2025 Про рішення Ради національної безпеки і оборони України від 19 січня 2025 року "Про застосування та скасування персональних спеціальних економічних та інших обмежувальних заходів (санкцій)".
- Почесний шахтар (1987).